# Saint-Pierre et Saint-Paul (rochers)
Les rochers Saint-Pierre et Saint-Paul (Penedos de São Pedro e São Paulo en portugais) sont une quinzaine de petites îles et récifs situés dans l’océan Atlantique, à environ 985 km au nord-est de la ville brésilienne de Natal. Ils font partie de l'État brésilien du Pernambouc.

## Géographie

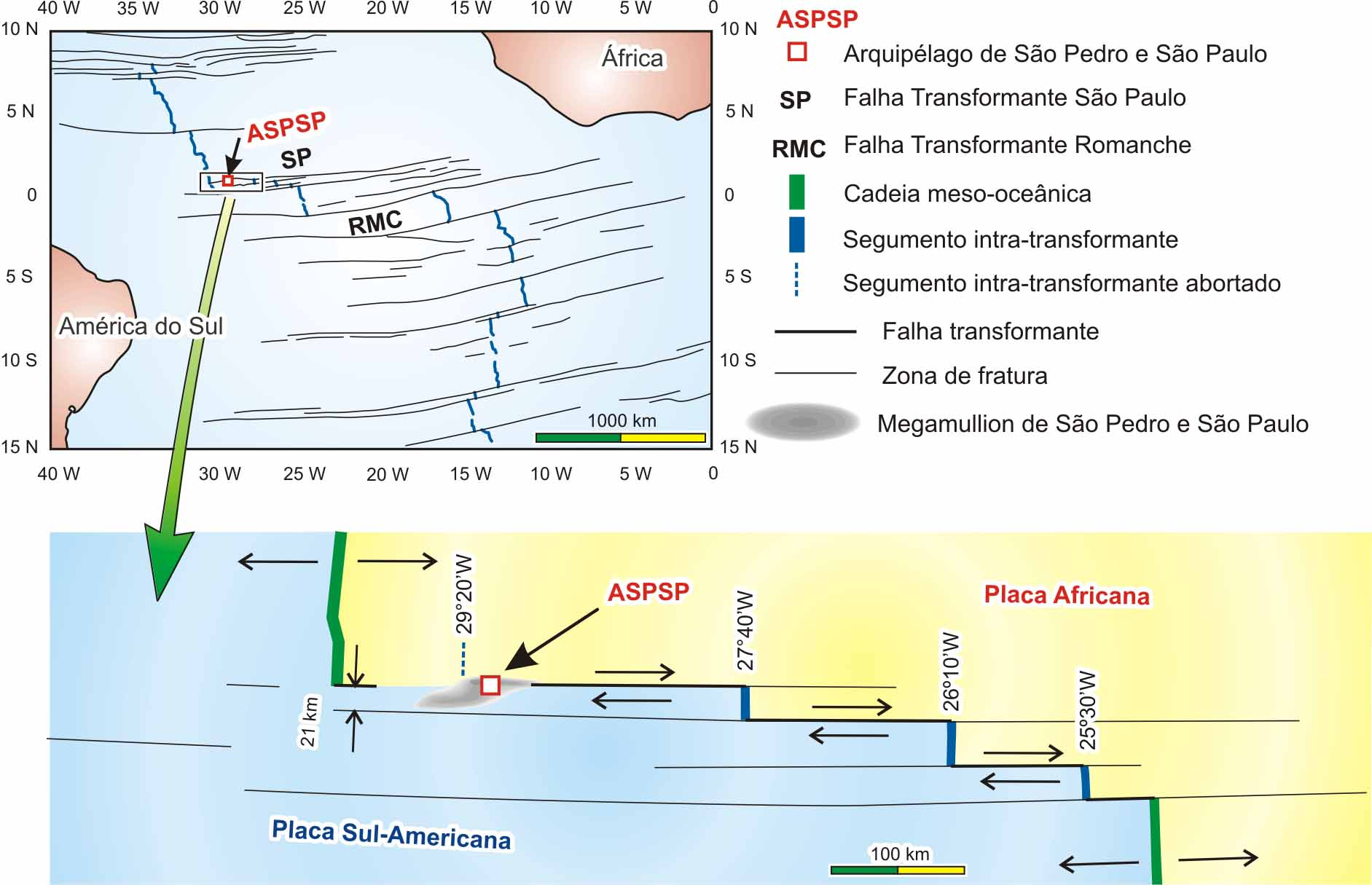
Position de l’archipel sur la dorsale médio-atlantique.

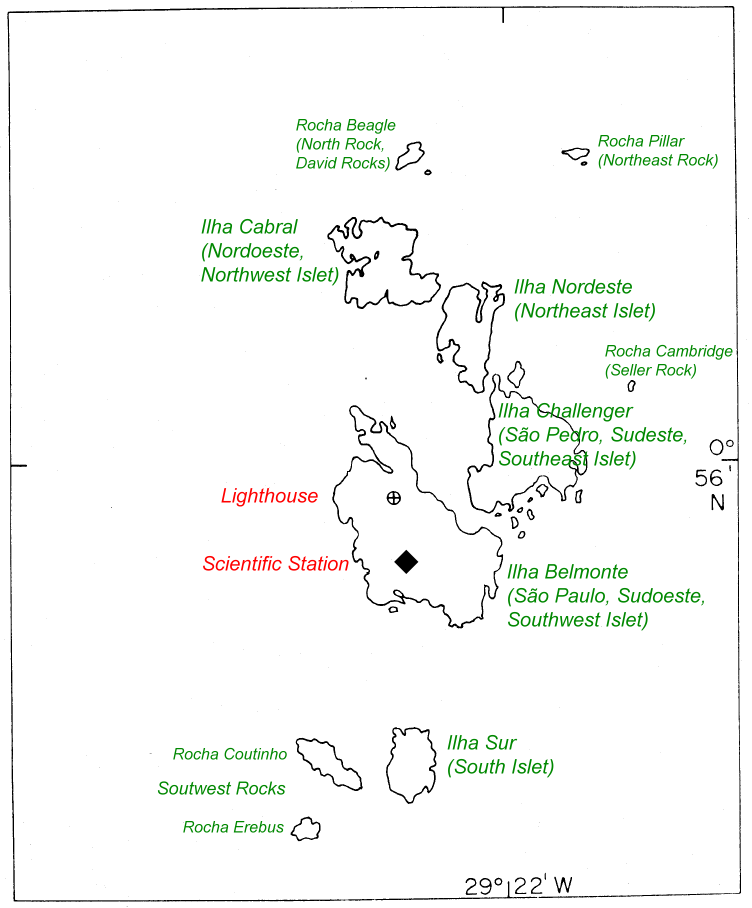
Carte de l’archipel.

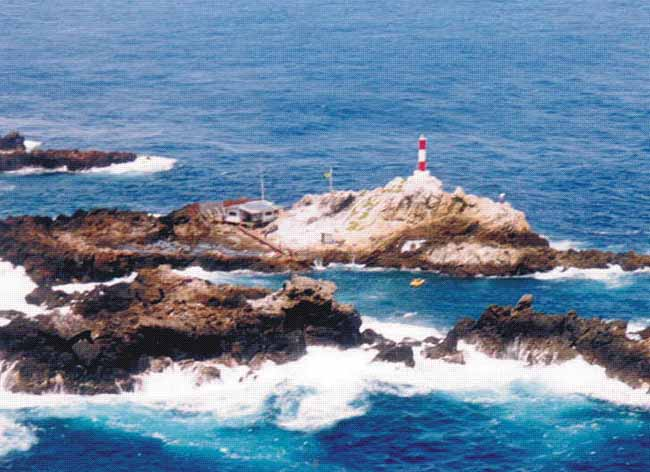
Les rochers de Saint-Pierre et Saint-Paul avec en second plan, l’île principale Belmonte, équipée d’un phare et d’une petite station scientifique.

Les rochers se trouvent à 957 km au nord-est des plages de Carnaubinha, dans l'État brésilien du Rio Grande do Norte, à 625 km au nord-nord-est de l’île de Fernando de Noronha, la terre la plus proche, et à 1 836 km au sud-ouest de l’archipel des Bissagos, archipel côtier de la Guinée-Bissau. Les rochers se situent dans la zone de convergence intertropicale, une zone soumise à de sévères orages.
Ils sont la partie émergée des crêtes de la dorsale médio-atlantique. Constitués de péridotite, ils ne sont pas d’origine volcanique mais dus à un plissement du fond marin (un megamullion). Les plus hautes roches (rocher Sud-Ouest aussi nommé île Belmonte) ont une hauteur de 22,5 m au-dessus du niveau de la mer. Les rochers sont dispersés sur une aire qui mesure 350 m du nord au sud et 200 m d’est en ouest. L’aire totale des terres émergées est d’environ 13 000 m2. Leur localisation exacte est 0° 55′ 01″ N, 29° 20′ 43″ O.
Les 5 îles sont :
- île Belmonte (ou rocher Sud-Ouest) 5 380 m2 (0,54 ha)
- île Challenger (ou rocher Sud-Est) 3 000 m2 (0,30 ha)
- île São Pedro (ou rocher Nord-Est) 1 440 m2 (0,14 ha)
- île Cabral (ou rocher Nord-Ouest) 1 170 m2 (0,12 ha)
- île Sud (ou rocher Nord-Est) 943 m2 (0,09 ha).

## Station scientifique et phare
La Marine brésilienne maintient une petite station occupée de manière permanente sur l’île principale de Belmonte, qui a été inaugurée le 25 juin 1998. Le phare (ARLHS: SPP-001) a été construit sur la même île en 1995, remplaçant celui de 1930,. La « Station scientifique de l’archipel Saint-Pierre et Saint-Paul » (en portugais Estação Científica do Arquipélago de São Pedro e São Paulo) est composée d’un petit bâtiment de 40 m2, d’un système de dessalement d’eau de mer par osmose inverse, d’un système photovoltaïque, de communications satellite et d’un petit quai de déchargement. La station abrite 4 militaires chercheurs, qui sont remplacés tous les 15 jours. En maintenant ainsi une présence permanente sur ces rochers, la marine brésilienne étend stratégiquement sa zone économique exclusive et son espace aérien dans l’océan Atlantique Nord Équatorial

## Biologie
Seul Belmonte, le plus grand des îlots, possède de la végétation, principalement des mousses et des herbes. Les autres rochers sont stériles à l’exception d’algues et de champignons capable de supporter les embruns salés. Les rochers sont habités par des oiseaux marins (fous bruns ou Sula leucogaster, des noddis bruns ou Anous stolidus et des noddis noirs ou Anous minutus), des crabes (Grapsus grapsus), des insectes et des araignées.
Le thon est pêché dans les eaux environnantes.

## Histoire
Les rochers ont été découverts le 20 avril 1511 par une flotte de six caravelles portugaises sous le commandement de Garcia de Noronha lors du naufrage d’un de ses navires.
Le matin du 16 février 1832, les rochers furent visités par Charles Darwin dans la première partie de son voyage autour du monde sur le HMS Beagle. En 1942, l’archipel fut constitué en territoire brésilien directement dépendant du ministère de la Guerre (le Brésil était alors en guerre contre l’Axe), et la constitution de 1988 l’intégra à l’État du Pernambouc. 
Au début des années 1960, l’archipel servit de lieu d’immersion et de retour à la surface du sous-marin nucléaire américain USS Triton lors de la première circumnavigation réalisée entièrement en plongée.
Le 1er juin 2009, la tragédie du vol 447 d’Air France s’est produite à environ 271 kilomètres au nord-nord-ouest de ces rochers, par les coordonnées géographiques: 3° 03′ 57″ N, 30° 33′ 42″ O. L’Airbus A330 de la compagnie française assurait la liaison entre Rio de Janeiro et Paris et sa destruction a entraîné la mort des 228 personnes à bord, constituant la plus grande catastrophe de l’histoire aérienne française.